# Banco (boek)
Banco is een autobiografie uit 1972 van Henri Charrière, het is een vervolg op zijn vorige roman Papillon. Het documenteert het leven van Charrière in Venezuela, waar hij aankwam na zijn ontsnapping uit de strafkolonie op Devil's Island.
Charrière gaat verder op het verhaal dat beschreven staat in Papillon. Hij vertelt in Banco hoe Henri in Venezuela probeerde geld in te zamelen om wraak te nemen op zijn onterechte gevangenschap en om zijn vader te zien. Na vele mislukte ondernemingen, waaronder diamantwinning, een bankoverval en een juwelenoverval, vond hij succes in Venezuela met verschillende restaurants. Het boek geeft meer details over de misdaad die hij in Frankrijk heeft gepleegd, zijn arrestatie, berechting en opvattingen over de Franse gerechtigheid. Tegen het einde van het boek keert hij als een vrij man terug naar Frankrijk.